# Ди Каприо, Джордж
Джордж Пол Ди Каприо (англ. George Paul DiCaprio; род. 2 октября 1943) — американский писатель, редактор, издатель, перформансист, художник. Известен своими работами в области андеграундных комиксов. Отец актёра Леонардо Ди Каприо.

## Биография
Ди Каприо родился в семье Джорджа Леона Ди Каприо (1902—1965) и Ольги Энн Джейкобс (1904—1984). Его отец был сыном итальянских иммигрантов Сальваторе Ди Каприо (1866—1966) и Розины Касселла (1875—1941), а его мать имела немецкое происхождение.
На протяжении 1970-х годов Ди Каприо занимался созданием андеграундных комиксов в качестве писателя, редактора, издателя и дистрибьютора. Его издательство было известно как «Half-Ass Press». В качестве дистрибьютора в 1970-х и 1980-х годах он снабжал розничных продавцов Западного побережья США андеграундными и независимыми комиксами. Ди Каприо сотрудничал с Тимоти Лири, который был известен экспериментами с психоделическими препаратами, и Лори Андерсон, одной из виднейших представительниц экспериментальной электронной музыки 1960-x — 1970-x.
Также был известен как автор перформансов. В феврале 1988 года Ди Каприо устроил световое шоу с использованием планктонных организмов и червей. Он обливал их холодной водой, они двигались, а Ди Каприо проецировал увеличенное изображение на стену. По словам известного автора комиксов Харви Пекара «это взрывало умы людей».
Ди Каприо сыграл важную роль в ранней актёрской карьере своего сына. Он показывал ему сценарии и повлиял на то, чтобы Леонардо сыграл Артюра Рембо в фильме 1995 года «Полное затмение». На церемонии вручения премии SAG Foundation Awards Леонардо Ди Каприо вспоминал, как отец познакомил его с фильмами Роберта Де Ниро. «Сынок, смотри внимательно, потому что именно так выглядит отличная актёрская игра», — говорил ему отец.
С 2008 года Джордж Ди Каприо работает исполнительным продюсером в киноиндустрии, в основном в области документальных и короткометражных фильмов. Одной из его первых работ был телесериал «Гринсбург», вдохновлённый его сыном Леонардо.
В 2021 году он дебютировал на экране в роли мистера Джека в фильме Пола Томаса Андерсона «Лакричная пицца».

## Личная жизнь
Джордж Пол Ди Каприо познакомился с Ирмелин Инденбиркен (род. 1945), немецкой иммигранткой, в колледже; они поженились и переехали в Лос-Анджелес. В 1974 году у пары родился сын Леонардо Ди Каприо. Вскоре после этого, когда мальчику исполнился год, они развелись. Леонардо в основном жил с матерью, но родители согласились поселиться по соседству друг с другом, чтобы не лишать присутствия отца в жизни Леонардо.